# هوراسیو کارتس
هوراسیو مانوئل کارتس خارا (به انگلیسی: Horacio Manuel Cartes Jara) (زاده ۵ ژوئیه ۱۹۵۶) رئیس‌جمهور وقت پاراگوئه، سلطان تنباکو و تاجر میلیونر است.
وی در انتخابات ریاست جمهوری سال ۲۰۱۳ پاراگوئه، با کسب ۴۵٫۹۱ درصد آرا در برابر افراین الِگرهِ (Efrain Alegre) از حزب لیبرال حاکم که ۳۷ درصد آرا را به دست آورده بود، توانست برای یک دوره ۵ ساله بعنوان رئیس‌جمهور این کشور فعالیت کند.
با پیروزی کارتس، حزب محافظه‌کار کلرادو را به ریاست‌جمهوری بازگرداند زیرا این حزب برای ۶۱ سال قدرت را در دست داشت ولی در سال ۲۰۰۸، فرناندو لوگو اسقف کاتولیک رومن توانست ریاست‌جمهوری را به دست گیرد.
به دنبال استیضاح و برکناری فرناندو لوگو از ریاست جمهوری این کشور، فدریکو فرانکو معاون رئیس جمهور که از مخالفان لوگو محسوب می‌شد به جای وی انتخاب شد و تا زمان پایان دوره ریاست جمهوری در سال ۲۰۱۳ رئیس جمهور موقت پاراگوئه بود. در جلسه استیضاح رئیس جمهور، ۳۹ سناتور به استیضاح رای مثبت دادند، ۴ نفر رای مخالف و دو نفر نیز غایب بودند.
حزب محافظه کار کنگره پاراگوئه که مخالف دولت است طرح استیضاح فرناندو لوگو را مطرح کرده بود.